# CBE (studio)
Pour les articles homonymes, voir CBE.
 (février 2022).
CBE (Chatelain-Bisson-Estardy) est un célèbre studio d'enregistrement parisien créé en 1966 par Georges Chatelain, Il associe sa sœur Janine Bisson (épouse du chanteur lyrique Yves Bisson) et un ami de lycée Bernard Estardy,  avec l'aide technique de Gunther Loof (jusqu'au 32 pistes). Depuis 1974, CBE était dirigé par Bernard Estardy décédé le 16 septembre 2006.

## Aujourd'hui
Il est aujourd'hui dirigé par :
- Julie Estardy, fille de  Bernard Estardy,
- Alexandre Vitrac, musicien
- David Mestre, élève de Bernard Estardy.
- Georges Chatelain a ensuite été le producteur son des guignols de l’info.
- Il est le compositeur du standard « De clown » interprété par Ben Cramer.
- Il habite à Paris.